# Jozef Bahéry
Jozef Bahéry, také Bacherik či Bahéri, (* 8. prosince 1844 Muráň – 12. března 1931 Pohorelá) byl varhaník, hudební skladatel, pedagog, spisovatel a publicista.

## Život
Jeho otec byl Ján Bacherik, jeho matka Mária roz. Droppová. Studoval na gymnáziu v Rožňavě a na učitelském ústavu v Banské Bystrici. Stal se učitelem a varhaníkem v Pohorelé, kde působil 54 let.
Byl velmi aktivní jako slovenský národní buditel. Ve slovenských i maďarských časopisech publikoval lidové pověsti a výchovné povídky. Napsal dvojjazyčné maďarsko-slovenské slabikáře, čítanky a učebnice zeměpisu a dějepisu. Z maďarštiny přeložil do slovenštiny Dějiny hradu Muráň svého kolegy, muráňského učitele, Jozefa Droppa.
Byl členem Matice slovenské. Svými články přispíval do matičných časopisů. S maďarskými úřady bojoval o slovenské školství. Sedm let byl členem výboru Učitelského spolku Gemerské župy, byl prvním předsedou Velkorevúckého učitelského spolku, předsedou Muránsko-horehronského učitelského spolku a hlavním notářem Učitelského spolku rožňavského biskupství.
Za tuto činnost byl maďarskými úřady dán do předčasného důchodu. Na druhé straně za svou skladatelskou činnost v oblasti chrámové hudby obdržel v roce 1923 od papeže Pia XI. řád „Pro ecclesia et Pontifice“ a byl vyznamenán i Stříbrným křížem rytířského řádu bulharského dvora.
V roce 1922 se podrobil oční operaci. Ztratil jedno oko a na druhé viděl velmi omezeně. I tak dále působil jako varhaník.

## Dílo
Zkomponoval více než 100 převážně chrámových skladeb. V roce 1883 vydal zpěvník pohřebních písní Trúchlivé hlasy a v roce 1894 zpěvník Rímsko-katolické adventné a vianočné piesne. Národní umělec Mikuláš Schneider-Trnavský z těchto sbírek převzal šest písní do Jednotného katolíckeho spevníka. Jozef Bahéry rovněž sbíral a vydával slovenské lidové písně. Tiskem vyšla v roce 1917 sbírka Ľudové piesne vzťahujúce se na Muráň.
V časopisech Slovenské noviny, Vlasť a Svet publikoval okolo 20 povídek, hlavně s historickými náměty (např. cyklus o králi Matějovi).